# أولاف باش
أولاف باش (بالألمانية: Olaf Bach)‏ هو ممثل ألماني، ولد في 1892 في هامبورغ في ألمانيا، وتوفي في 1 نوفمبر 1963.

## وصلات خارجية
- أولاف باش على موقع IMDb (الإنجليزية)